# 大千小傳
《大千小傳》是香港亞洲電視拍攝製作的民初劇集，由楊錦泉監製，盧榮光擔任故事編審，劇集於1985年4月1日首播，共25集。主演有劉緯民、劉志榮、馬敏兒、何家勁等人。劉緯民及馬敏兒在拍畢本劇後退出娛樂圈。

## 演員表
- 劉志榮 飾 喬振邦
- 劉緯民 飾 江志堯
- 何家勁 飾 潘駿浩
- 馬敏兒 飾 汪碧澄
- 黃曼凝 飾 葛曼華
- 區凱玲 飾 卓敏
- 麥天恩 飾 葛庭鈞
- 張錚 飾 古孟祥
- 鄭雷 飾 雷啟泰
- 曹達華 飾 汪錦濤
- 張天煒 飾 黃國基
- 蕭山仁 飾 表叔
- 司馬華龍 飾 劉賢海
- 江圖 飾 霍騫
- 梁蘭思 飾 霍姨太
- 陳紀瑩 飾 古珊珊
- 鄧德光 飾 東
- 吳玉壽 飾 南
- 陳亮 飾 阿忠
- 黃家駒 飾 史密夫
- 凌腓力 飾 劉祖蔭
- 陳植槐 飾 容髮
- 閻家麗 飾 華綺羅

## 外部連結
- 《大千小傳》-笑看風雲的日志